# Коржибски, Альфред
А́льфред Коржи́бски (Кожи́бски, Коржи́бский, Корзи́бски, Корзы́бский; Alfred Habdank Skarbek Korzybski [kɔˈʐɨpski]; 3 июля 1879, Варшава — 1 марта 1950, Лейквилл, штат Коннектикут) — инженер польского происхождения, эмигрировавший в Канаду во время Первой мировой войны. Наиболее известен своими работами в области изучения языка и мышления. Является автором идеи создания новой науки под названием «общая семантика». Основатель института общей семантики. Автор книги «Наука и психическое здоровье» (англ. Science and sanity).

## Биография

### Ранний период жизни и карьера
Родился в польской аристократической семье в Российской империи. Получил образование в Варшавском политехническом университете. В период Первой мировой войны служил офицером разведки в российской армии. После ранения переехал в Северную Америку в 1916 году (сначала в Канаду, затем в США) для координирования поставок артиллерийского снаряжения на военный фронт. Он также давал лекции польско-американским аудиториям о конфликте, выступая за продажу облигаций военных займов.
По окончании войны решил остаться в США и принял гражданство в 1940 году. Его первая книга «Manhood of Humanity» была опубликована в 1921 году. В книге автор подробно описал новую теорию человечества — человечества как класса жизни, способного развиваться, основываясь на аккумулированных другими знаниях (англ. time-binding class of life).

## Общая семантика
Коржибски, начавший разрабатывать свою не-аристотелевскую систему, получившую позднее название «общая семантика», которую он описывал как «инженерию человека или математическую социологию», посчитал, что его работа может заинтересовать прогрессивных инженеров, прежде всего имевших отношение к группе «New Machine». Вернувшись в Нью-Йорк осенью 1920 года, Коржибски знакомится с Вальтером Поляковым и они остаются друзьями и единомышленниками на всю жизнь. Поляков быстрее других уловил общий смысл развивающейся работы Коржибски. В свою очередь Коржибски высоко оценил книгу Полякова «Mastering Power Production», с которой ознакомился в рукописи, и отметил, что понятие Universal Labor, описанное Поляковым, корреспондируется с введенным им основополагающим для общей семантики термином time-binding. В декабре 1920 года на ежегодном собрании Американского общества инженеров-механиков посвященном памяти Ганта, Вальтер Поляков презентовал концепцию «time-binding», разработанную Коржибски. Интерес к идеям, которые формулировал этот тандем, был значителен, и в квартире Полякова еженедельно стали проходить собрания «Time-binding Club», продолжавшиеся до осени 1923 года.
Исследовательская работа этих лет стала основанием дисциплины, названной общей семантикой. Коржибски предупреждал о том, что не следует путать общую семантику с семантикой, другой дисциплиной. Основные принципы общей семантики, включающие привязку ко времени, описываются в работе «Наука и здравомыслие» (Science and Sanity), изданной в 1933 году. В 1938 году Коржибски основал Институт общей семантики (Institute of General Semantics), которым руководил до самой смерти в 1950.
В упрощённом варианте суть работы Коржибски заключается в утверждении, что познание людей ограничено, во-первых, структурой их нервной системы и, во-вторых, структурой их языка. Люди не могут напрямую переживать мир, и взаимодействуют с ним только посредством «абстракций» (невербальных впечатлений или сведений, полученных центральной нервной системой, и вербальных индикаторов, выраженных в языке). Иногда наше восприятие и наш язык на самом деле бывают обманчивы в отношении «фактов», с которыми нам приходится взаимодействовать. Человеческому пониманию того, что происходит, иногда недостаёт структурного сходства с тем, что происходит в действительности. Коржибски акцентировал внимание на том, что следует более осознанно подходить к вопросу несоответствия нашего описания реальности, наших гипотез и теорий о реальности и самой реальности.

## Структурный дифференциал Коржибски
В работе «Наука и здравомыслие» Альфред Коржибски описывает инструмент, который может помочь тренировке осознанности абстрагирования. По словам автора, не важно сколько теории о правилах дорожного движения и о конструкции автомобилей знает человек: если он хочет научиться управлять автомобилем, необходимы также практические навыки. Одно только знание о том, что наш язык способствует отождествлению абстракций разного порядка, не сможет заставить нас не делать этого отождествления.

## Коржибски и «быть»
Иногда комплексная теория, разработанная Альфредом Коржибски, редуцируется до вопроса относительно глагола «быть» (англ. to be). Однако его система включает в себя более сложные вопросы и термины, такие, как «порядок абстракции» и «осознание абстрагирования». Зачастую преувеличенно утверждается, что Коржибски выступал против использования глагола «быть» («являться»), однако он лишь высказывался, что определённое использование глагола «быть» в смысле определения внутренней сущности предмета ошибочно в своей структуре. Например, выражение «П. является дураком», высказанное в отношении человека по имени П., совершившего нечто, почитаемое за глупость. В своей системе Коржибски отказывался от определения сущности (идентификационности, от англ. identity) явлений, то есть указывал на то, что «карта не есть территория». Коржибски выступал за ограничение данного конкретного способа использования глагола «быть», при этом допуская и ошибочное его использование при условии осознания структурных ограничений, связанных с подобным неверным употреблением глагола. Ученик Коржибски Д. Дэвид Бурланд-младший придумал язык E-Prime(прайм-язык), в котором не используется глагол «быть» и его синонимы («есть», «является»)

## Влияние
Исследования Коржибски оказали влияние на развитие гештальттерапии и рационально-эмоциональной поведенческой терапии (REBT). Согласно третьему изданию «Science and Sanity», американская армия во время Второй мировой войны использовала систему Коржибски для лечения военных неврозов в Европе под руководством д-ра Дугласа Келли, впоследствии работавшего психиатром в тюрьме для нацистских военнопленных (Нюрнберг). Идеи Коржибски оказали влияние на Грегори Бейтсона, Уильяма Сьюарда Берроуза, Фрэнка Герберта, Бакминстера Фуллера, Дугласа Энгельбарта, Элвина Тоффлера, Роберта Хайнлайна, Альфреда Ван Вогта, Роберта Антона Уилсона, Жака Фреско и других.
В лингвистике теоретические наработки Коржибски получили практическое воплощение в виде группы языков-прим.

## Научные труды
- Korzybski A. Manhood of Humanity. (Foreword by Edward Kasner, notes by M. Kendig) — Institute of General Semantics, 1950. Hardcover, 2nd edition, 391 pages, ISBN 0-937298-00-X
- Korzybski A. Science and Sanity: An Introduction to Non-Aristotelian Systems and General Semantics. (Preface by Robert P. Pula.) — Institute of General Semantics, 1994. Hardcover, 5th edition. ISBN 0-937298-01-8.
- Alfred Korzybski: Collected Writings 1920—1950 — Institute of General Semantics, 1990. Hardcover, ISBN 0-685-40616-4